# Zavrstnik
Zavrstnik este o localitate din comuna Šmartno pri Litiji, Slovenia, cu o populație de 348 de locuitori.